# Блокування диференціала
Блокува́ння диференціа́ла (англ. locking differential) — обмеження функціональних можливостей диференціала у трансмісії автомобіля з метою забезпечення гарантованої подачі крутних моментів у заданому співвідношенні від двигуна на вихідні вали.

## Принципи блокування диференціала
Негативною особливістю роботи вільного диференціала в автомобільній трансмісії є те, що при пробуксовуванні одного колеса (ведучої осі) на інше передається крутний момент, недостатній для подальшого приведення у рух. Блокування диференціала призначене для збільшення крутного моменту на колесі або осі (для випадку міжосьового диференціала), що мають краще зчеплення з дорожнім покриттям. Існують принципово різні варіанти вирішення цієї проблеми.
Для того, щоб заблокувати диференціал слід виконати одну з двох дій:
- сполучити корпус диференціала з одним з вихідних валів;
- обмежити обертання сателітів.

Залежно від ступеня, блокування диференціала буває повним або частковим. Повне блокування забезпечує жорстке сполучення частин диференціала, при якому крутний момент може повністю передаватись на колесо (вісь) з кращим зчепленням.
Часткове блокування диференціала характеризується обмеженою величиною зусилля, що передається між частинами диференціала й відповідного до неї зростання крутного моменту на колесі із кращим зчепленням.
Величина зростання крутного моменту на вільному колесі оцінюється коефіцієнтом блокування, який дорівнює відношенню крутного моменту на відстаючому колесі до моменту на колесі, яке буксує. Для симетричного вільного диференціала коефіцієнт блокування буде дорівнювати 1, оскільки крутні моменти у цьому випадку на обох колесах є однаковими. У заблокованому диференціалі коефіцієнт блокування може бути в межах 3…5. Подальше збільшення коефіцієнта блокування є небажаним, оскільки приводить до зростання навантажень на елементи трансмісії й може спричинити вихід їх з ладу.
Блокування застосовується як на міжколісних, так і на міжосьових диференціалах. Блокування переднього міжколісного диференціала повноприводного автомобіля реалізують рідко, щоб не знижувати керованості транспортного засобу.
Блокування диференціала може здійснюватися примусово або автоматично. Примусове блокування диференціала здійснюється за ініціативою водія, тому інша його назва — «ручне блокування». Автоматичне блокування диференціала виконується за допомогою спеціальних технічних пристроїв — самоблокованих диференціалів.

## Примусове блокування диференціала

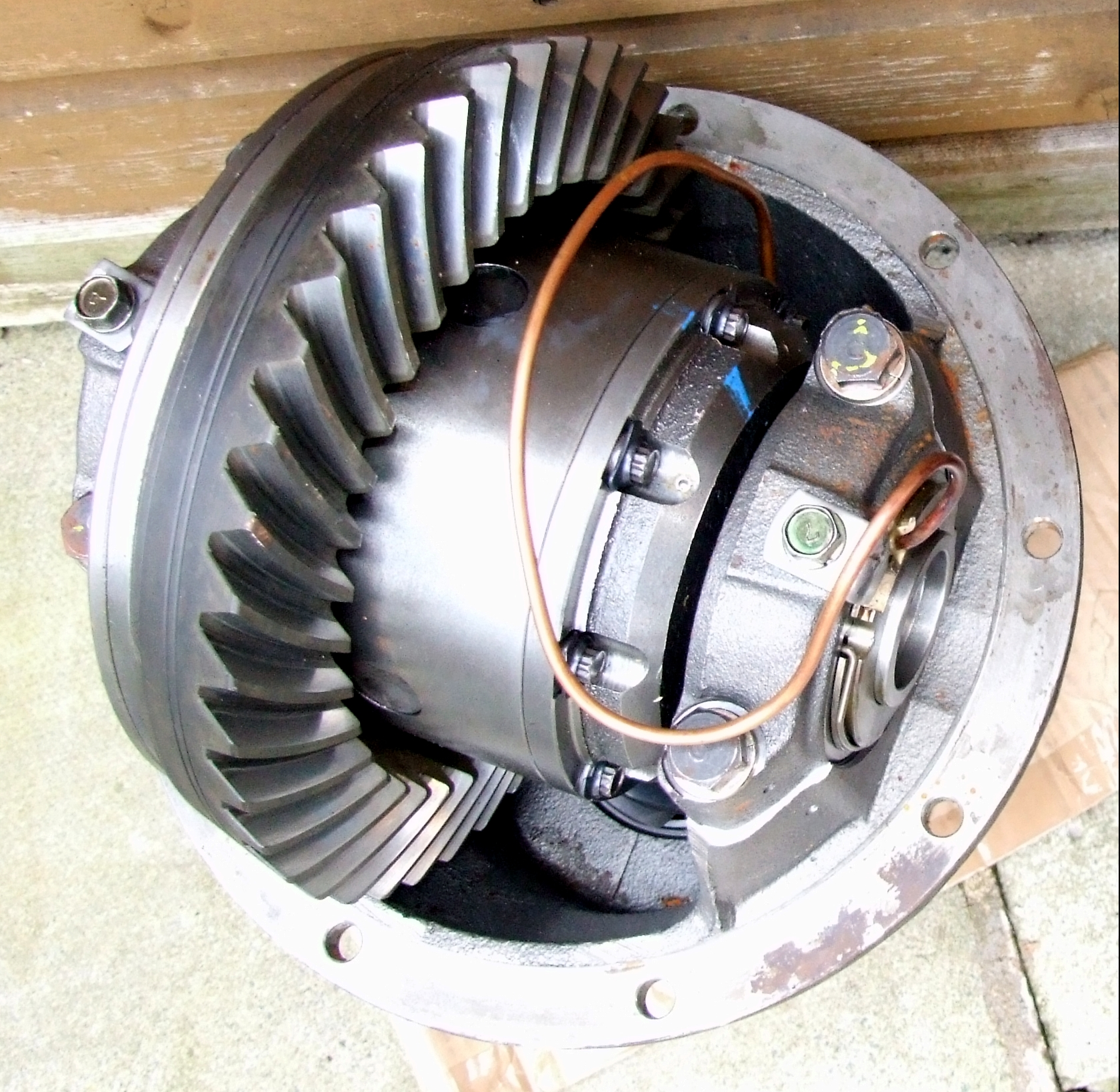
Диференціал заднього моста Mitsubishi Delica L400 від компанії «ARB» (Австралія) з примусовим блокуванням із використанням пневмоприводу

Примусове блокування диференціала проводиться, зазвичай, за допомогою кулачкової муфти, що забезпечує жорстке з'єднання корпуса диференціала із однією з півосей, тобто здійснює його повне блокування.
Замикання (розмикання) кулачкової муфти проводиться за допомогою механічного, електричного, гідравлічного або пневматичного приводу.
Механічний привід виконується у вигляді важеля і тросів або системи важелів. Блокування диференціала проводиться водієм шляхом переміщення важеля у відповідне положення на нерухомому автомобілі.
Гідравлічний привід блокування диференціала містить головний і робочий циліндри, сполучені гідролінією. Виконавчим елементом пневматичного приводу є пневмоциліндр (поршневий або мембранний). В електричному приводі для замикання муфти використовується електродвигун. Блокування диференціала (ініціювання приводу) у цих випадках проводиться шляхом натискання відповідної кнопки на панелі приладів.
Жорстке примусове блокування застосовується для подолання автомобілем важкопрохідних ділянок, а після їхнього проходження обов'язково вимикається. Застосовується у міжколісних і міжосьових диференціалах повноприводних автомобілів.

## Диференціали із самоблокуванням
Диференціал із самоблокуванням може автоматично, залежно від умов його роботи, забезпечувати або одразу повне блокування, або часткове блокування. Диференціали, що забезпечують часткове блокування, ще носять назву «Диференціал підвищеного тертя» англ. Limited-Slip Differential, LSD) і за своєю суттю є компромісним рішенням між вільним диференціалом і диференціалом із повним блокуванням, оскільки дозволяють реалізувати за необхідності функційні можливості і першого, і другого.
Розрізняють два типи диференціалів із самоблокуванням:
- блоковані за різницею кутових швидкостей коліс (англ. speed sensitive);
- блоковані за різницею крутних моментів (англ. torque sensitive).

### Диференціали, що блокуються за різницею кутових швидкостей коліс
До цього типу диференціалів належать:
- диференціали з кулачковим або зубчастим автоматичним блокуванням;
- дисковий диференціал;
- диференціал із в'язкісною муфтою;
- електронне блокування диференціала.

#### Кулачкове (зубчасте) блокування

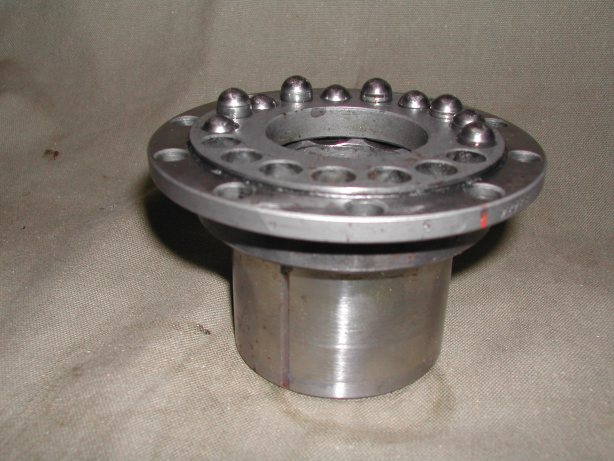
Кулачковий диференціал Фердинанда Порше, що застосовувався на KdF82

Конструктивно тут є можливими два варіанти виконання диференціала з кулачковим блокуванням. В одному випадку кулачкова муфта, що складається з двох кулачкових дисків і проміжного сепаратора із сухариками розташовується між обома зубчастими колесами вільного диференціала. В іншому випадку, планетарна передача диференціала взагалі не має зубчастих коліс: роль водила диференціала виконує сепараторне кільце, сателітами є сухарі, а роль ведених зубчастих коліс виконують два кулачкових диски або кільця з хвилеподібним профілем спряженої із сепаратором поверхні. В обох випадках ідея блокування ґрунтується на тому, що при певній різниці у кутових швидкостях ведених ланок сухарі розклинюються між кулачковими дисками/кільцями і практично миттєво блокують диференціал. Блокування тут спрацьовує лише від різниці кутових швидкостей. До деякого значення цієї різниці диференціал працює як вільний, а після досягнення — одразу повністю блокується, причому не є важливим, чи він навантажений крутним моментом чи ні. Перехідний режим часткового блокування між вільним та заблокованим станами відсутній.
Перші відомі розробки кулачкових диференціалів ймовірно належать Фердинанду Порше. Саме його диференціал пішов у серію на машинах KdF-Kübelwagen. Кулачкові самоблокувальні диференціали в основному використовуються як міжколісні в автомобілях підвищеної прохідності та у військовій техніці (бронетранспортерах у тому числі на БТР-60 тощо).

#### Дисковий диференціал
Найпростіший дисковий диференціал (англ. friction based LSD) є симетричним диференціалом, у який додані один або два пакети фрикційних дисків. Частина фрикційних дисків жорстко зв'язана з корпусом диференціала, інша частина — з піввіссю.
Принцип дії диференціала підвищеного тертя дискового типу ґрунтується на силі тертя, що виникає внаслідок різниці швидкостей обертання півосей.
При прямолінійному русі корпус диференціала і піввісь обертаються з однаковою швидкістю, фрикційний пакет обертається як єдине ціле. При збільшенні частоти обертання однієї з півосей, відповідна їй частина дисків в пакеті починає обертатися швидше. При цьому між дисками виникає сила тертя, що перешкоджає збільшенню частоти обертання. Крутний момент на вільному колесі збільшується, чим досягається часткове блокування диференціала. Таке блокування працює у порівняно невеликому діапазоні відношення крутних моментів.
Ступінь стиснення фрикційних дисків може бути фіксованим (реалізується за допомогою пружин постійної жорсткості) або змінним (здійснюється за допомогою гідравлічного приводу, в тому числі з електронним керуванням).
Дисковий диференціал LSD застосовується як міжколісний диференціал на спортивних автомобілях, а також міжосьовий диференціал на автомобілях підвищеної прохідності. Такі диференціали штатно встановлювались на задніх мостах багатьох позашляховиків — Toyota 4Runner (Hilux Surf), Nissan Terrano, Kia Sportage тощо. Американська компанія ASHA Corp. пішла ще далі, оснастивши пакет фрикціонів LSD пристроєм блокування, що складається з насоса та гідроциліндра (героторний диференціал). При виникненні різниці у кутових швидкостях півосі і чашки насос нагнітає рідину під поршень, який стискає фрикційний блок, блокуючи диференціал. Дана конструкція отримала назву «Gerodisk» (Hydra-Lock) й штатно встановлюється на позашляховики від Chrysler.

#### Диференціал із в'язкісною муфтою

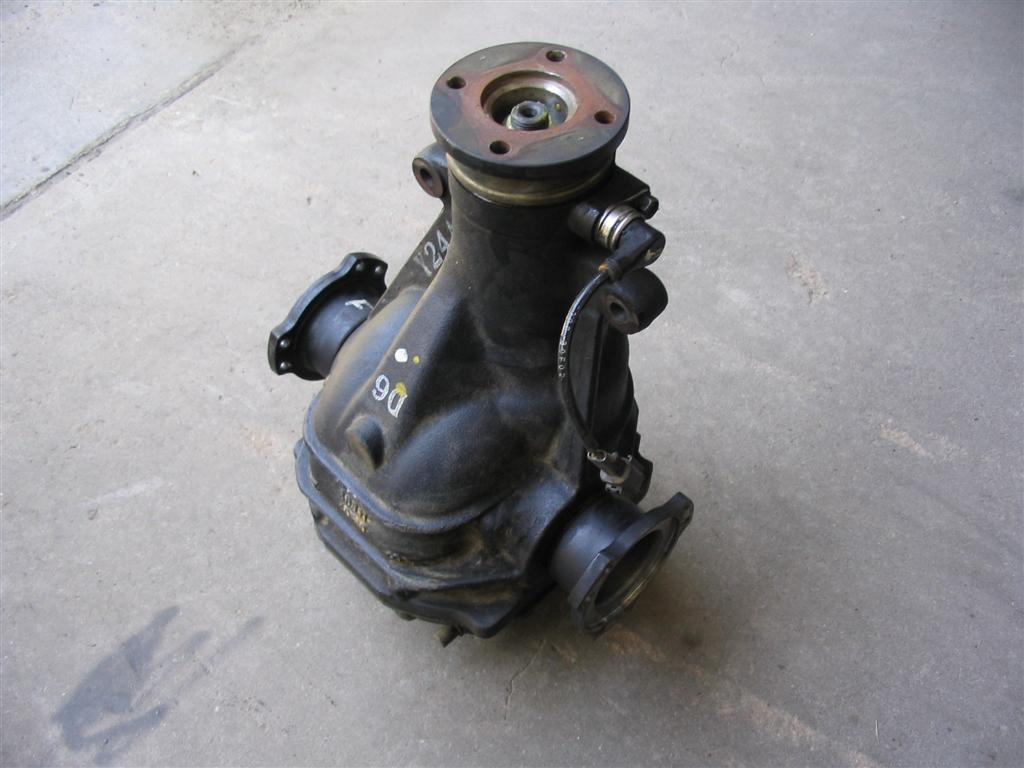
Диференціал з віскомуфтою спортивного автомобіля Nissan 240SX

Диференціал із в'язкісною муфтою (віскомуфтою) (англ. Viscous Limited-Slip Differential; VLSD) — диференціал, що конструктивно складається з простого планетарного механізму будь-якого виконання і муфти в'язкісного тертя, яка сполучає два його вали подачі/зняття потужності). Віскомуфта може розташовуватись як всередині диференціала і зв'язувати дві ведені ланки, так і ззовні і зв'язувати ведучу і ведену ланки (на принцип роботи всієї системи розташування віскомуфти впливу не робить).
Ідея блокування ґрунтується на властивостях віскомуфти зрівнювати кутові швидкості двох своїх ланок за рахунок властивостей дилатантної рідини (зазвичай, силіконової рідини високої в'язкості). Блокування спрацьовує лише за наявності різниці у кутових швидкостях, що викликає перемішування і тверднення (зростання в'язкості) рідини. Короткочасно допускається 100%-не блокування. Перехідні режими також активно використовуються. При відновленні рівності швидкостей рідина втрачає в'язкість і муфта розблоковується.
VLSD є менше ефективними порівняно з іншими конструкціями LSD, оскільки у в'язкісній муфті відбувається значне розсіювання енергії.
У зв'язку з великими габаритами віскомуфта застосовувалась, переважно, для блокування міжосьового диференціала. В'язкісна муфта також може використовуватись і самостійно (замість міжосьового диференціала) у системі повного приводу, що підключається автоматично.
В силу своїх конструктивних особливостей віскомуфта є дещо інерційною, схильна до перегрівання і втрати здатності передавати крутний момент, а при гальмуванні конфліктує з антиблокувальною системою гальм (ABS), тому у сучасних конструкціях трансмісій в'язкісні муфти витісняються складнішими, електронно-керованими пристроями.

#### Електронне блокування диференціала
Електронне блокування диференціала (нім. Elektronische Differential Spree, EDS) або просто електронний диференціал є функцією антибуксувальної системи (ASR). Реалізується при вільному диференціалі шляхом автоматичного підгальмовування колеса, яке буксує (має більшу кутову швидкість), що супроводжується зростанням на ньому сили тяги. Відповідно і на колесі з кращим зчепленням зростає крутний момент.
Схоже рішення було застосоване у «Формулі-1» у 1998 році командою «Макларен»: у повороті внутрішнє колесо підгальмовувалось робочим гальмом. Цю систему швидко заборонили, однак у «Формулі-1» прижилась конструкція фрикційного диференціала, у якому фрикціон додатково керувався комп'ютером. У 2002 році технічний регламент було зроблено жорсткішим і від тоді у «Формулі-1» дозволені лише диференціали найпростішого типу.
Перевагою електронного керування було те, що зростала тяга у повороті і ступінь блокування можна було налаштувати під гонщика. На прямих ділянках траси зовсім не втрачалась потужність двигуна. Недолік у тому, що давачі й виконавчі механізми є певною мірою інерційними і такий диференціал може виявитись нечутливим до швидкозмінних дорожніх умов.

### Диференціали, що блокуються за різницею крутних моментів

#### Дискове блокування

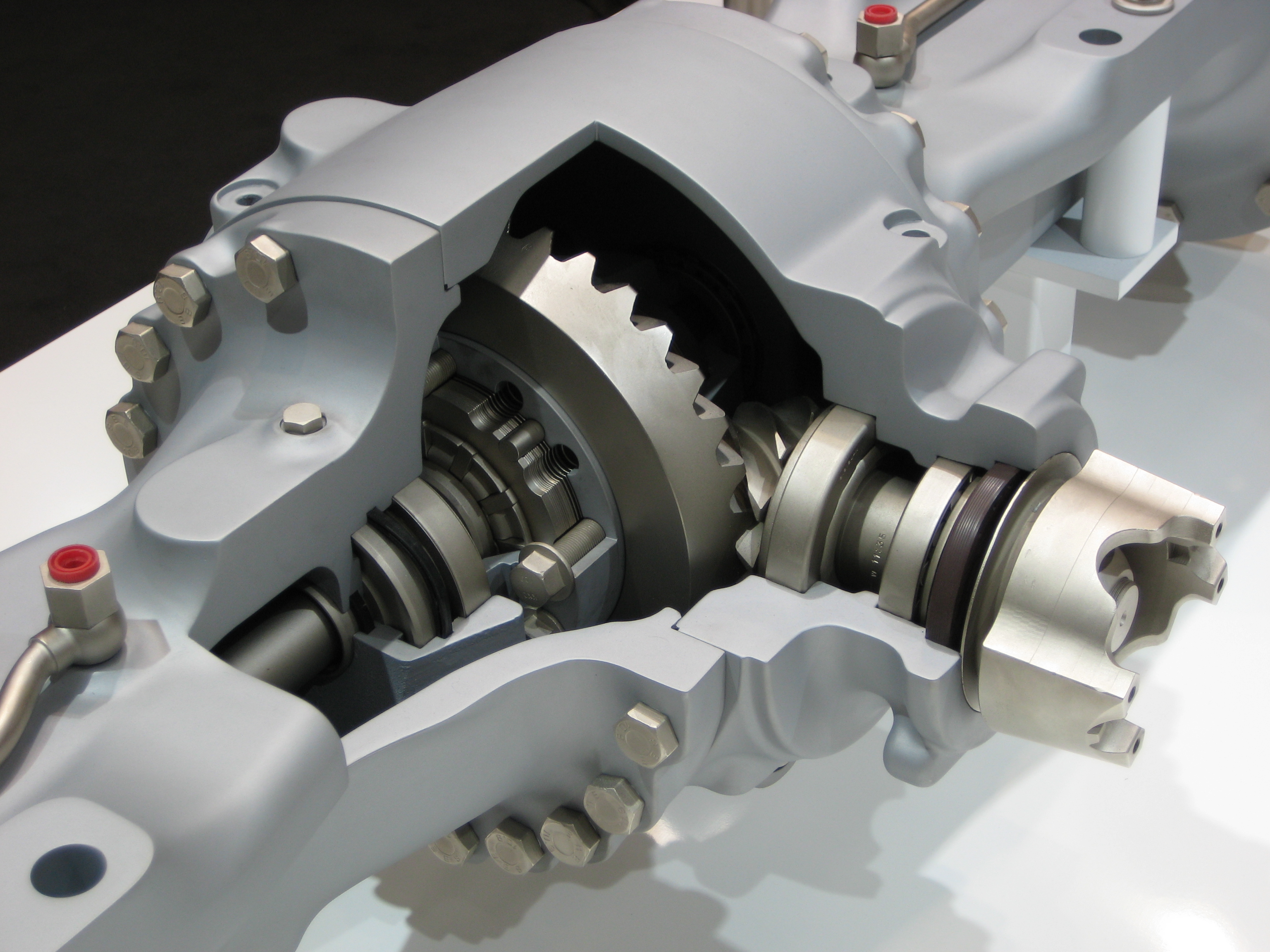
Диференціал з дисковим блокуванням (пакет фрикційних дисків видно ліворуч)

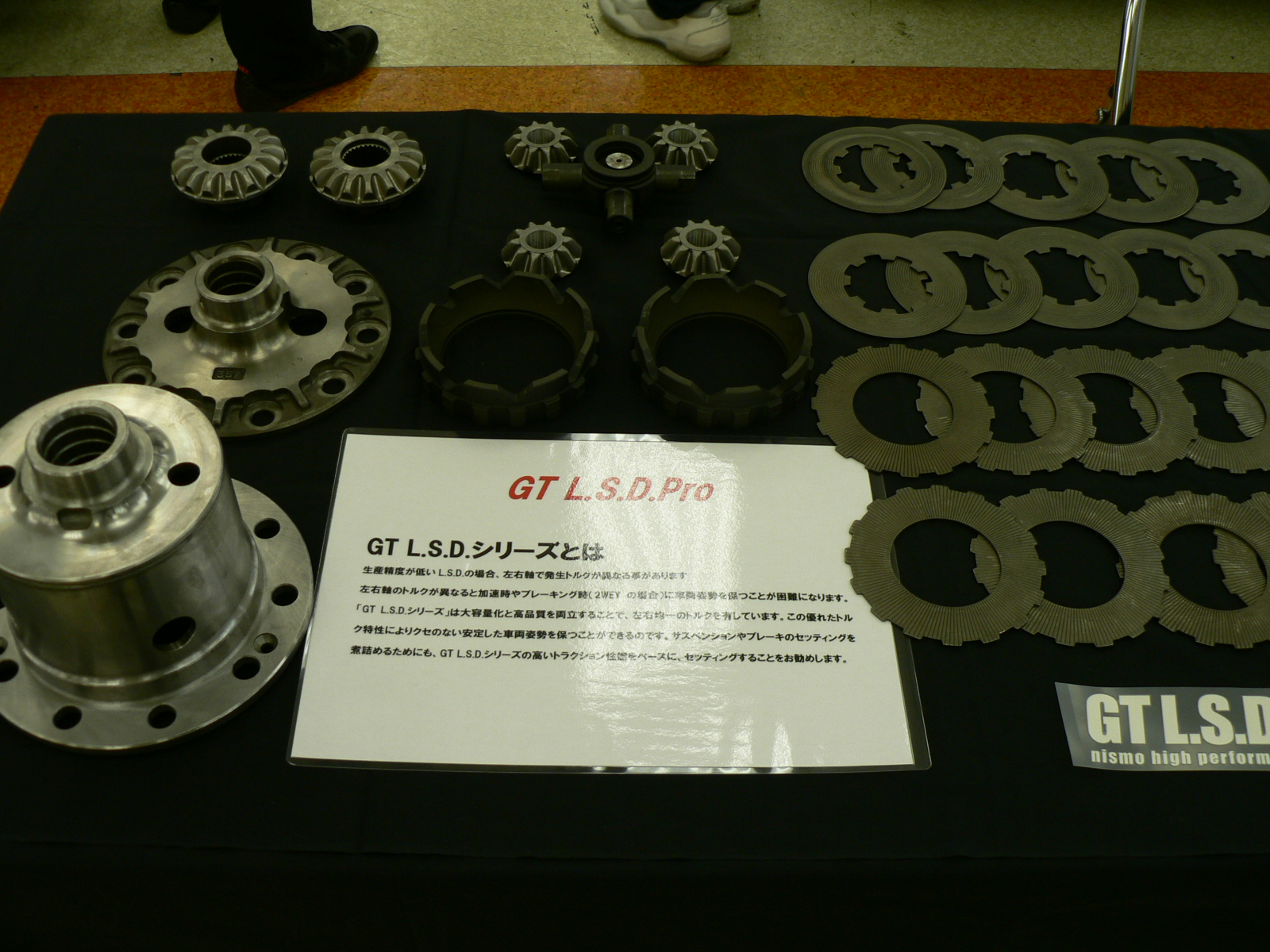
Розібраний на деталі диференціал з дисковим блокуванням

Конструктивно диференціал з дисковим блокуванням (англ. plate clutch LSD) складається з симетричного планетарного механізму на конічних зубчастих колесах, доповненого парою мініатюрних конічних фрикційних муфт і парою багатодискових фрикційних пакетів, розташованих по осі диференціала з обох його сторін між веденими зубчастими колесами і корпусом. Частина фрикційних дисків тут зачеплена з корпусом диференціала, а частина — з мініатюрним конусоподібним зчепленням, яке сполучається кожне зі своїм веденим колесом. Ідея блокування заснована на тому, що під навантаженням, що виникає при різниці кутових швидкостей, в конічних зубчастих передачах виникають осьові сили, які прагнуть розсунути зачеплені колеса одне від одного, і на відміну від вільного диференціала, де цей ефект намагаються нівелювати, тут саме за рахунок нього і відбувається стиснення фрикційних пакетів, що в свою чергу призводить до зростання опору обертанню та до вирівнювання кутових швидкостей. Крім конічних муфт і фрикційних пакетів для посилення ефекту тут нерідко використовується розпірна пружина, встановлена між веденими зубчастими колесами. Для посилення ефекту ці диференціали зазвичай мають не два, а чотири сателіти на хрестоподібному водилі.
Багато виробників LSD з дисковим блокуванням поділяють свою продукцію за режимом роботи на 1 way, 1.5 way та 2 way. Цей поділ залежить від виду розрізу у камері під вісь сателітів, форма якого безпосередньо визначає умови спрацювання блокування. 1 way означає, що форма розрізу дозволяє блокувати диференціал лише в умовах прискорення. Диференціал з індексом 2 way блокується як за прискорення так і гальмування (двигуном). Диференціал 1.5 way також, як і 2 way блокує і за прискорення, і за сповільнення, але блокування при сповільненні має «м'якший» характер. Найефективніше застосування даного типу — це ведуча вісь передньоприводного автомобіля.
Розробки подібних диференціалів відомі з довоєнного періоду — ними займалися американські фірми «LeTurno-Westinghouse» і «Barg Warner». Сучасного вигляду диференціали з дисковим блокуванням набули у 1960-х, коли з'явились відносно надійні фрикційні матеріали, що дозволило зробити всю систему компактною і придатною для легкових автомобілів. Використовуються як міжколісні диференціали у задніх ведучих мостах як у спортивних, так і позашляхових автомобілях. Є надійними у роботі але потребують регулювання у процесі експлуатації.

#### Гвинтове блокування
Конструктивно диференціали з гвинтовим блокуванням можуть бути виконані на основі будь-якого плоского однорядного або дворядного планетарного механізму за схемами із двома сонячними зубчастими колесами і з одним сонячним колесом і одним епіциклом з паралельними осями сателітів, котрі, у свою чергу, можуть бути як одиничними, так і парними у ваємозачепленні. Для будь-якого виду виконання будуть дві особливості: використання циліндричних косозубих зубчастих коліс у всіх парах зачеплення і відсутність фактичних осей сателітів як деталей. Гвинтова зубчаста передача, як така (для випадку паралельних осей зубчастих коліс у зачепленні є фактично косозубою) тут не використовується, і поширений термін пов'язаний з візуальною схожістю розташування зубів сателітів диференціала з гвинтом. А шестерні-сателіти тут обертаються не навколо фіксованих осей, а у циліндричних кишенях вифрезеруваних у корпусі/водилі диференціала.
Ідея блокування ґрунтувалась на тому, що у косозубому зачепленні під навантаженням виникають осьові зусилля, що намагаються розсунути в осьовому напрямі обидва зачеплені зубчасті колеса, і тут ця особливість використана у парах сателітів, що перебувають у зачепленні. Під тягою, при повороті чи пробуксовуванні колеса, обертові сателіти розклинюються у своїх кишенях, впираються торцями у корпус диференціала, за рахунок чого відбувається їх гальмування й самовирівнювання кутових швидкостей ведених зубчастих коліс. Розклинювання сателітів буде тим сильнішим, чим більшим буде крутний момент, що вони передають. Сам коефіцієнт блокування визначається кутом нахилу зубів зачеплення і фрикційними властивостями пар контакту сателіт/корпус. Для посилення ефекту самогальмування у таких диференціалах зазвичай застосовують не три, а від чотирьох до семи пар сателітів. Для посилення фрикційного ефекту в точках контакту торців сателітів з корпусом диференціала можуть застосовуватися диски-прокладки з матеріалу, що має підвищену стійкість при терті. У випадку одиночних сателітів робота диференціала в принципі є аналогічною, з тією лише відмінністю, що тут у самогальмування втягуються не лише сателіти, але й центральні шестерні диференціала.
Оскільки шестерні з косозубим зачепленням можуть бути використані у плоских планетних механізмах будь-яких схем та форм, диференціали на їх основі можна виконати з практично будь-якими заданими передатними відношеннями у кожній парі ланок ведучого-веденого. Відповідно, такі диференціали можуть бути як симетричними, так і несиметричними, й застосовуватися в трансмісіях і як між колісні, і як міжосьові. На цих диференціалах активно використовується попередній натяг, а блокувальний момент тут створюється у тяговому режимі навіть за відсутності різниці в кутових швидкостях на виході. Але виключно на косозубому зачепленні високі значення коефіцієнта блокування є недоступними (зазвичай <3), і для посилення ефекту такі диференціали можуть доповнюватися фрикційними пакетами за типом диференціалів з дисковим блокуванням.
Диференціали з гвинтовим блокуванням є досить поширеними. Основна сфера їх застосування — спортивні і гоночні автомобілі. Також вони використовуються для певного покращення прохідності у повноприводних автомобілях. Одна на справжніх позашляховиках вони не використовуються. Найвідомішими зразками є конструкція «Quaife» і «Torsen Type-2» та «Torsen Type-3» від американської «Torsen NA Inc.».

#### Черв'ячне блокування

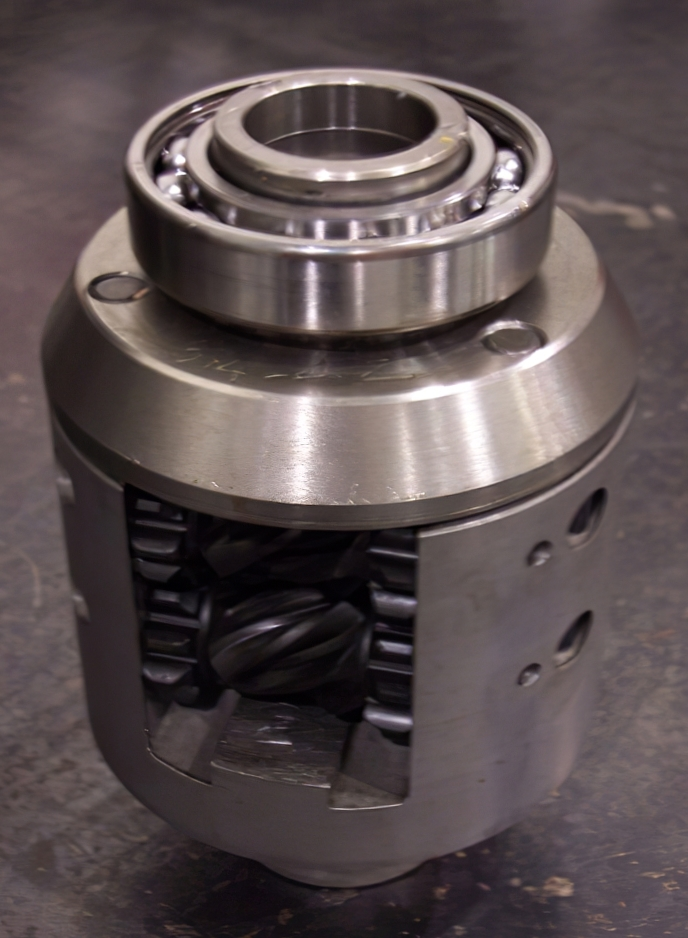
Диференціал «Torsen Type-1» з автомобіля Audi quattro

Конструктивно усі диференціали з черв'ячним блокуванням виконані на основі простих просторових планетарних механізмів із сателітами на осях, що перехрещуються. Візуально така схема виглядає як черв'ячна передача, хоча точніше її слід називати гвинтовою зубчастою, у якій осі обох коліс є мимобіжними й розташованими під прямим кутом. Ідея блокування ґрунтується на тому, що гвинтовій передачі (а черв'ячній у більшій мірі) властивим є самоблокування, яке є тим сильнішим, чим більшим є кут нахилу нарізки зубів колеса до його осі обертання.
Хоча диференціал з черв'ячним блокуванням найвідоміший у варіанті, розробленому компанією «Torsen NA Inc.», — так званий «Torsen Type-1» — сама компанія-розробник також не застосовує терміну «черв'ячна передача» при описі свого виробу. Зубчаста передача тут декларується як косозуба на перехресних осях (фактично, це гвинтова зубчаста передача), із запатентованою ними ж формою зубів «Invex™».
Незвична трирядна форма сателіта з прямозубим зачепленням по краях і косозубим (гвинтовим) у центрі пояснюється виключно тим, що для компоновки з перехресними осями конструктивно неможливо організувати через одну і ту ж зубчасту нарізку одночасне зачеплення як сателітів з веденими шестернями, так і сателітів між собою, і до підвищення внутрішнього опору диференціала ця особливість стосунку не має. Обидва ведені зубчасті колеса тут мають одно направлену нарізку зубів і деяку мінімальну осьову рухливість, яка, як і у випадку диференціалів з гвинтовим блокуванням є необхідною для зсуву обох коліс під навантаженням, тільки у даному випадку не для контакту з корпусом а для їх взаємного тертя один об одного що робить суттєвий внесок у зростання ефекту самогальмування.
Коефіцієнт блокування у різних варіантах становить від 3 до 6. Диференціал є візуально й кінематично симетричним, і для випадку міжосьового використовувався на повноприводних машинах (AWD) із основним переднім приводом. «Torsen Type-1» є одним з найвідоміших і широко використовувався на гоночних авто ралійної серії (WRC) і Формули-1 різних років і як між колісний та і міжосьовий. А на дорожніх легкових автомобілях він став однозначною асоціацією з системами повного приводу від Audi «Quattro» — хоча у наступних розробках Audi використовувала й інші варіанти Серед позашляховиків відомим носієм даного LSD є Hummer H1.
Диференціалами з черв'ячним блокуванням і високими (близько 10 і навіть вище) коефіцієнтами блокування були американські і німецькі розробки для вантажних автомобілів підвищеної прохідності. В даному випадку конструкція планетарного механізму передбачала потрійні взаємозачеплені сателіти, з яких два сателіти були черв'яками, а один — черв'ячним колесом. Також, черв'ячними колесами були ведені шестерні, а всього в диференціалі було 8 черв'яків та 6 черв'ячних коліс двох типорозмірів. Основні спроби щодо масового застосування цих пристроїв припали на передвоєнні роки.